# Амалия Батиста
„Амалия Батиста“ (на испански: Amalia Batista) е мексиканска теленовела от 1983 – 1984 г., режисирана от Рафаел Банкелс и Енрике Лисалде и продуцирана от Валентин Пимстейн за Телевиса. Адаптация е на венецуелската теленовелата Ileana от 1977 г., създадена по оригиналната история на Инес Родена, и радионовелата La doctorcita от същата писателка.
В главните роли са Сусана Досамантес, Рохелио Гера и Роберто Баястерос, а в отрицателните – Алисия Енсинас и Мария Тереса Ривас.

## Сюжет
Внимание:  Текстът по-долу разкрива сюжета на произведението (или части от него)!
Амалия Батиста е жена, прекарала голяма част от живота си в затвора, която при самоотбрана е убила съпруга си, мъж, който постоянно е оказвал тормоз над нея. За нейно щастие, благодарение на адвоката ѝ, Хосе Роберто Коварубиас, Амалия получава свободата си и иска да възобнови връзката с двете си дъщери – Летисия и Рейна. Двете момичета са отраснали под грижите на баба си и дядо си по бащина линия, доня Ана Мерседес и дон Даниел, които мразят Амалия, и които няма да допуснат снаха им да се събере с дъщерите си.
Излизайки от затвора, Амалия се установява в скромен дом, в беден район, и започва да си търси работа. По една случайност, Амалия си намира работа като прислужница в дома на адвоката Хосе Роберто Коварубиас. Хосе Роберто е женен за Маргарита, красива жена, която страда от тежко заболяване, но преди да умре, тя иска да намери другарка за съпруга си, защото не иска да го остави сам. Маргарита избера Амалия, убедена, че тя е подходяща жена за съпруга ѝ. За да избегне загубата на работата си, Амалия крие миналото си от Маргарита, представйки ѝ се като Лоренса. Амалия открива любовта в лицето на Хосе Роберто, на свой ред, той също се влюбва в нея.
Спокойствието за Амалия е кратко, тъй като доня Есперанса, лелята на Маргарита, открива, че Лоренса всъщност е „убийцата“ Амалия Батиста. Нещата още повече се влошават, когато в дома пристига Ирма, братовчедка на Хосе Робрето, злобна и присметлива жена, която иска да се омъжи за него, след като остане вдовец. Есперанса и Ирма започват постоянно да тормозят Амалия.
В същото време, Амалия се бори, за да се сближи с дъщерите си, но опитите са осуетени от доня Ана Марседес и дон Даниел, които не я искат в живота на внучките си. Летисия, по-малката, е любезна и прилежна девойка, докато, по-голямата, Рейна е непокорна и капризна млада жена, която я интересуват само парите и властта, затова се омъжва за мъж, когото не обича. Амалия страда, тъй като не може да помогне на голямата си дъщеря.
Когато Маргарита умира, Амалия е изгонена от дома на Коварубиас. Подкрепена от доня Есперанса, Ирма иска да се омъжи за Хосе Роберто, но той отказва и я гони от дома си. По-късно, Хосе Робрето предлага брак на Амалия, която първоналачлно отказва, чувствайки се виновна за смъртта на Маргарита, но след това приема. За голяма радост на Амалия, доня Ана Мерседес и дон Даниел разбират, че синът им наистина е оказвал непрекъснат тормоз върху нея, и решават да не пречат на връзката на снаха им с дъщерите си, които също прощават на майка си.
Изглежда, че нищо не може да развали щастието на Амалия, но се връща към реалността, когато Хосе Роберто се запознава с Вивиана, лекомислена и амбициозна вдовица, убила съпруга си заради богатството му. Хосе Роберто, заслепен от Вивиана, започва извънбрачна връзка с нея, и това разбива брака му с Амалия. Съкрушена, Амалия намира утеха при Естебан, братовчед на Хосе Роберто, който е сляп. И накрая, престъпленията на Вивиана са разкрити, но бракът на Амалия и Хосе Роберто е унищожен.
След като оставя дъщерите си, добре устроени в живота, Амалия отива в търсене на нов живот в джунглите на Централна Америка, където започва работа като доброволка – медицинска сестра, и оставяйки Хосе Роберто, потънал в дълбока тъга и мъка, защото не я е оценил.
В джунглата, Амалия се запознава с индианеца Макарио и любовните искри прехвърчат между двамата. След като преодоляват всички несгоди, Амалия и Макарио се женят според индианския ритуал и остават щастливи.

## Актьори
Част от актьорския състав:
- Сусана Досамантес – Амалия Батиста
- Рохелио Гера – Хосе Роберто Коварубиас
- Роберто Баястерос – Макарио
- Нурия Бахес – Маргарита де Коварубиас
- Летисия Калдерон – Летисия
- Летисия Пердигон – Рейна
- Алисия Родригес – Доня Ана Мерседес
- Армандо Калво – Дон Даниел
- Мария Тереса Ривас – Доня Есперанса
- Инес Моралес – Ирма Коварубиас
- Луис Урибе – Естебан Коварубиас
- Ада Караско – Петра
- Аурора Клавел – Адела
- Хосе Елиас Морено – Хорхе
- Алисия Енсинас – Вивиана Дуран
- Магда Карина – Ирис
- Рубен Рохо – Мануел
- Хулиета Монтиел – Серафима
- Моника Мигел – Матилде
- Фернандо Сиангероти – Приятелят на Летисия

## Премиера
Премиерата на Амалия Батиста е на 14 септември 1983 г. по Canal de las Estrellas. Последният 265. епизод е излъчен на 21 септември 1984 г.

## Награди и номинации
Награди TVyNovelas (1985)
| Категория                           | Номиниран(а)      | Резултат   |
| ----------------------------------- | ----------------- | ---------- |
| Най-добра теленовела                | Валентин Пимщейн  | Номиниран  |
| Най-добър актьор в отрицателна роля | Хосе Елиас Морено | Номиниран  |
| Най-добро женско откритие           | Летисия Калдерон  | Номинирана |
| Най-добър женски дебют              | Летисия Калдерон  | Печели     |

## Версии
- Амалия Батиста е римейк на венецуелската теленовела Iliana, режисирана от Луис Мансо за RCTV през 1977 г., с участието на Лила Морийо, Жан Карлос Симанкас и Гресия Колменарес. Сюжетът на Амалия Батиста, базиран на Iliana, се слива със сюжета на радионовелата La doctorcita.
- Prisionera de amor, римейк на Амалия Батиста, режисирана от Луис Велес и Педро Дамян за Телевиса през 1994 г., с участието на Марибел Гуардия и Саул Лисасо.